# Mnesatbubak
Mnesatbubak is een bestuurslaag in het regentschap Timor Tengah Selatan van de provincie Oost-Nusa Tenggara, Indonesië. Mnesatbubak telt 1330 inwoners (volkstelling 2010).